# Col de Maure
Le col de Maure est un col d'une altitude de 1 346 m situé sur la route de Digne-les-Bains à Barcelonnette, dans les Alpes-de-Haute-Provence. Il fait communiquer les vallées de la Blanche) et du Bès (rivière des Alpes-de-Haute-Provence). C'est le deuxième col nommé sur l'itinéraire entre Digne et Barcelonnette (après le col du Labouret et le col Saint-Jean).